# 科学技術・学術政策研究所
科学技術・学術政策研究所（かがくぎじゅつ・がくじゅつせいさくけんきゅうじょ、英: National Institute of Science and Technology Policy）は、国の科学技術政策立案プロセスの一翼を担うために日本の文部科学省に置かれている研究所である。略称はNISTEP（ナイステップ）。

## 概要
科学技術・学術政策研究所は、文部科学省の本省に置かれている施設等機関である（文部科学省組織令第89条第2項）。
行政ニーズを的確にとらえ、意思決定過程への参画を含めた行政部局との連携、協力を行うことが期待されている。将来新たに発生する政策課題を予見し、自発的かつ掘り下げた調査研究を行うこと、行政部局からの要請を踏まえ、機動的な調査研究を行うこと、科学技術・学術政策研究の中核機関として、他の研究者や研究機関と連携して研究活動を展開し、基盤となる各種データを提供することの3つを役割としている。現在の所長は塩崎正晴。
また、2005年より科学技術への顕著な貢献をした研究者を「ナイスステップな研究者」として表彰している。

## 沿革
- 1988年7月 - 科学技術庁に科学技術政策研究所を設置（資源調査所改組）（千代田区永田町合同庁舎）
- 2001年
  - 1月 - 文部科学省の発足に伴い、同省の施設等機関[注釈 2]）となる。第4調査研究グループの改組により、科学技術動向研究センターを設置[2]。
  - 7月 - 郵政事業庁庁舎（千代田区霞が関）に移転[2]。
- 2004年1月 - 文部科学省ビル（千代田区丸の内）に移転[2]。
- 2006年4月 - 科学技術基盤調査研究室設置（情報分析課改組）[2]。
- 2008年1月 - 中央合同庁舎第7号館東館（千代田区霞が関）に移転。
- 2013年7月 - 科学技術・学術政策研究所へ改組。
- 2016年4月 - 調査研究グループの再編（第3調査研究グループを第2調査研究グループへ）・科学技術予測センター設置（科学技術動向研究センター改組）。

## 組織
- 所長
- 総務研究官
- 上席フェロー(2)
- 第1研究グループ
- 第2研究グループ
- 第1調査研究グループ
- 第2調査研究グループ
- 科学技術予測・政策基盤調査研究センター
- データ解析政策研究室
- 総務課
- 企画課長